# Kaserne Neu Tramm
Die Kaserne Neu Tramm ist eine ehemalige Kaserne der Bundeswehr im Landkreis Lüchow-Dannenberg in Niedersachsen. Heute ist die etwa 180 Hektar große Kaserne Teil des Ortsteils Neu Tramm der Stadt Dannenberg.

## Lage
Die Kaserne Neu Tramm lag ungefähr fünf Kilometer südlich der Dannenberger Innenstadt und einen Kilometer westlich der B 248 unweit des Dorfes Tramm. Während sich der Kern der Kasernenanlage in Neu Tramm selbst befindet, liegt der südliche Teil auf dem Gebiet des Ortsteils Breselenz der Gemeinde Jameln. Im Osten an das Kasernengelände angrenzend befindet sich eine Kriegsgräberstätte, auf der sechs sowjetische Kriegsgefangene bestattet sind.

## Geschichte

### Bau der Kaserne und Produktion von Marschflugkörpern

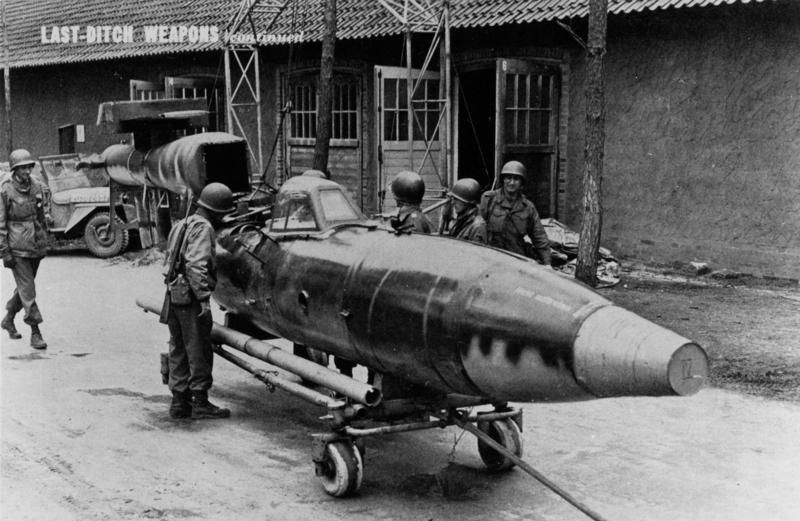
US-amerikanische Soldaten beim Abtransport eines erbeuteten Reichenberg-Geräts in Neu-Tramm, April 1945

Als Standort zum Bau einer Luftmunitionsanstalt wurde ein Hügel westlich des Dorfes Tramm, das zur damaligen Gemeinde Schaafhausen gehörte, ausgewählt. Auf dem im Jahr 1938 durch die Standortverwaltung Salzwedel beschlagnahmten Gelände wurde im Jahr 1939 mit dem Bau der Kaserne begonnen. Hierzu wurden polnische Kriegsgefangene herangezogen. Ab 1941 wurde mit der Stationierung von Luftwaffeneinheiten begonnen.
Fertiggestellt wurde die Kasernenanlage zusammen mit einem Gleisanschluss an den Bahnhof Karwitz an der Bahnstrecke Uelzen–Dannenberg im Jahr 1943 durch sowjetische und italienische Kriegsgefangene. Im Frühjahr 1944 wurde mit der Montage von V 1-Marschflugkörpern begonnen. Ab 1945 wurden auch Reichenberg-Geräte produziert, die allerdings nicht zum Einsatz kamen, sondern nach der kampflosen Übergabe der Kaserne an Truppen der USA am 23. April 1945 durch diese beschlagnahmt wurden.

### Nutzung zwischen 1945 und 1994
Die Kaserne wurde im Mai den britischen Truppen übergeben und wurde zunächst als Fabrikstandort und Flüchtlingslager genutzt. In den 1950er-Jahren übernahm der Bundesgrenzschutz die Kaserne, der 1974 abzog und bis 1990 nur noch kleinere Einheiten als Gast in der Kaserne einquartiert hatte. 1967 wurde die Kaserne von der Luftwaffe der Bundeswehr übernommen, die dort bis zum Jahr 1994 stationiert war. Neben dem Fernmeldesektor B/Fernmelderegiment 71 der Luftwaffe war auch eine Heeresdienststelle in der Kaserne stationiert (Teile Fernmeldekompanie 945, später als Fernmeldekompanie 1 umorganisiert). Im Zeitraum 1. Januar 1990 bis 30. Juni 1994 befand sich in der Kaserne zusätzlich die 12. Inspektion der Unteroffizierschule der Luftwaffe. Ihr Inspektionschef, Oberstleutnant Joachim Weiß, war auch der letzte Kasernenkommandant der Kaserne Neu Tramm. Beide Fernmeldeeinheiten nutzten den Aufklärungsturm bei Thurau.

### Nutzung nach 1994
Heute ist die Kaserne privatisiert und wird vom Eigentümer kurzfristig an das Land Niedersachsen vermietet. Das Land nutzt die Kaserne als Unterkunft von Dienststellen der Polizei im Rahmen der Einsätze zu den Castor-Transporten. Die Stadt Dannenberg und die Gemeinde Jameln haben im Jahr 2001 einen Planungsverband gegründet, um insbesondere touristische Nachnutzungen für die Kaserne zu entwickeln. In einem nicht eingezäunten Gebäude am Westrand der Kasernenanlage ist ein Historisches Feuerwehrmuseum untergebracht.
Die Kaserne diente beim „Jahrhunderthochwasser“ an Elbe und Jeetzel im Jahre 2006 dem Verpflegungsdienst als Küchenstützpunkt. Deutsches Rotes Kreuz, Technisches Hilfswerk, Bundeswehr und Feuerwehr versorgten von hier aus die zeitweise über 5.000 Einsatzkräfte und Helfer mit Speisen und Getränken.

## Architektur
Der Kern der Kaserne wurde, um ihn gegen mögliche Luftangriffe zu tarnen, in Form eines Rundlingsdorfes angelegt. Dieser Dorftyp ist im Hannoverschen Wendland weit verbreitet. Auch wurden die einzelnen Gebäude im Stil der hier typischen Architektur erbaut. Im Rundling selbst stehen sechs Gebäude (die ehemaligen Mannschaftsunterkünfte), deren Bauausführung in Größe und Form an die der Niedersächsischen Hallenhäuser angelehnt ist. Die Häuser sind mit Details von Fachwerkhäusern ausgestattet und verfügen über den sogenannten Wendenknüppel, einer auf Bauernhäusern im Wendland verbreiteten Verzierung der Giebelspitzen. Auch weitere Gebäude, wie Offizierskasino, Bahnsteig- oder Verwaltungsgebäude wurden mit Fachwerk- oder Holzzierelementen versehen.
Einen Luftangriff auf das benachbarte Dannenberg am 22. Februar 1945 überstand die Kaserne unbeschadet.